# 黑狐忍者
《黑狐忍者》（英語：BLACKFOX: Age of the Ninja），是2019年的日本電影。這是一部特攝片（Tokusatsu）的動作片，是由2019年10月5日在影院上映的動畫電影《BLACKFOX》的真人版衍生而製作的。《黑狐忍者》是一部動畫電影的前傳，其主角江戶時代的女忍者里卡·伊蘇魯吉（Rikka Isurugi）是這部動畫電影主角的始祖。